# بيتي باولي
بيتي باولي (بالألمانية: Betty Paoli)‏ (و. 1814 – 1894 م) هي مؤلفة، وكاتِبة، وصحفية، ومترجمة من الإمبراطورية النمساوية المجرية، ولدت في فيينا، توفيت في بادن (النمسا السفلى)، عن عمر يناهز 80 عاماً.